# Podares
Podares (macedónul: Подареш) település Észak-Macedóniában, a Délkeleti körzetben, a Radovisi járásban.

## Népesség
| Lakosok száma | 1051 | 1178 | 1263 | 1359 | 1480 | 1457 | 1413 | 1527 | 1260 |
|               | 1948 | 1953 | 1961 | 1971 | 1981 | 1991 | 1994 | 2002 | 2021 |

- 2002-ben 1527 lakosa volt, akik közül 1515 macedón, 11 török és 1 szerb.